# 사랑과 전쟁: 열두 번째 남자
사랑과 전쟁 열 두 번째 남자는 곽기원 감독의 2008년 영화이다.

## 출연진
- 이주나 - 오단영 역
- 이정훈 - 이혁필 역
- 배정아 - 한수정 역
- 김덕현 - 염장철 역
- 이재욱 - 인걸 역
- 양현태 - 지훈 역
- 최우석 - 유빈 역
- 이희구 - 경숙 역
- 이기철 - 기태 역
- 양혜진 - 기태처 역
- 박윤배 - 김씨 역
- 이숙 - 김씨처 역
- 최안도 - 김씨아들 역
- 남현주 - 김씨며느리 역
- 이상미 - 영자 역
- 이석우 - 찰리김 역
- 강철 - 보스 역
- 고윤후 - 유빈친구1 역
- 심환 - 유빈친구2 역
- 박수만 - 형사반장 역
- 박명규 - 남동창 역
- 권미경 - 여동창1 역
- 김순남 - 여동창2 역
- 강주희 - 여동창3 역
- 이원경 - 여동창4 역
- 노승환 - 인걸부하1 역
- 권창회 - 인걸부하2 역
- 김현웅 - 인걸부하3 역
- 이도영 - 인걸부하4 역
- 이석우 - 인걸부하5 역
- 정유정 - 쭉빵걸1 역
- 윤보라 - 쭉빵걸2 역
- 이하나 - 쭉빵걸3 역
- 석은주 - 쭉빵걸4 역
- 봉태민 - 클럽디제이 역
- 조재천 - 공항직원 역
- 하효진 - 공항직원 역
- 구본석 - 클럽보이걸 역
- 오진석 - 클럽보이걸 역
- 홍승우 - 클럽보이걸 역
- 김지호 - 클럽보이걸 역
- 이은지 - 클럽보이걸 역
- 장세진 - 클럽보이걸 역
- 신은별 - 클럽보이걸 역
- 정유정 - 클럽보이걸 역
- 임성빈 - 이진우 역

### 특별출연
- 김주영.신구

### 우정출연
- 전기광
- 박운석